# Rùa biển
Rùa biển (Chelonioidea) là một liên họ bò sát biển trong bộ Rùa, sinh sống ở tất cả các đại dương trên thế giới ngoại trừ vùng Bắc Cực. Riêng loài rùa lưng phẳng thì chỉ được tìm thấy ở vùng biển phía bắc Australia.

## Mối đe dọa
Trong số 7 loài rùa biển, tất cả đều được liệt kê trong Sách đỏ IUCN về các loài bị đe dọa hoặc là nguy cấp hay cực kỳ nguy cấp. Mặc dù rùa biển thường đẻ khoảng 100 trứng mỗi lần nhưng hầu như chỉ có một rùa con sống sót đến tuổi trưởng thành. Trong tự nhiên, rùa biển con thường bị đe dọa bởi các loài động vật ăn thịt bao gồm cá mập, gấu, báo đốm Bắc Mỹ, cáo hay các loài chim biển, và đặc biệt là con người.
Biến đổi khí hậu cũng có thể đe dọa đối với rùa biển bởi trứng rùa biển sinh ra cá thể đực hay cái phụ thuộc vào nhiệt độ.
Ngoài ra, rùa biển còn bị mối đe dọa đến từ việc săn bắt cá không đúng phương pháp, tình cờ làm nhiều con rùa biển mắc lưới, không ngoi lên hít thở không khí nên đã bị chết

## Vai trò
Rùa biển đóng vai trò quan trọng trong hệ sinh thái đại dương và bãi biển. Trong các đại dương, các loại rùa biển, đặc biệt là rùa biển xanh, là một trong số ít các loài động vật ăn cỏ biển (còn có lợn biển) mọc ở các vùng đáy biển. Cỏ biển không được để mọc quá dài, và đây là khu vực cần thiết cho nhiều loài cá và sinh vật biển khác. Thảm cỏ biển mất đi sẽ gây ra một phản ứng dây chuyền, tác động tiêu cực đến đời sống của rất nhiều loài sinh vật biển và con người.
Bãi biển và cồn cát phụ thuộc vào các loài thực vật để chống lại sự xói mòn. Mỗi khi rùa biển vào đẻ trứng sẽ mang theo một lượng lớn các loài thực vật đại dương vào, cùng với đó là một nguồn dinh dưỡng cho thực vật cồn cát có trong trứng rùa khi rùa con nở ra. Hàng năm, rùa biển đẻ một số lượng trứng vô cùng lớn trên các bãi biển.
Cùng với đó, rùa biển cũng là loài bò sát có vai trò vô cùng quan trọng đối với con người. Chúng là một loại thực phẩm được ưa chuộng trên khắp thế giới với lượng protein rất lớn. Mai và yếm của rùa biển được sử dụng làm vật trang trí và sản xuất đồ gia dụng. Đối với con người, đặc biệt là những người khai thác đánh bắt thủy sản, vì rùa biển là sinh vật tạo môi trường cỏ biển tốt để nhiều loài sinh vật biển như cua, ốc, sò, cá, động vật giáp xác. Nhiều vùng thấy được tầm quan trọng của rùa biển đã vĩnh viễn không săn bắt rùa biển mà thay vào đó, những khu vực bảo tồn đã được thành lập, thu hút khách du lịch, phát triển kinh tế gắn liền với phát triển bền vững.

## Phân loại
Theo nguồn SWOT Report, vol. 1 Lưu trữ ngày 23 tháng 1 năm 2009 tại Wayback Machine hiện nay có 7 loài rùa biển của hai họ Cheloniidae và Dermochelyidae. Chúng được phân biệt bởi đầu, hình dạng mai, yếm. Riêng loài rùa da thì không có mai mà thay vào đó là một lớp xương cứng dưới da, loài rùa này có thể dài 1,8 đến 2,1 m và nặng 590 kg lúc trưởng thành.
- Họ Cheloniidae
  - Chelonia mydas hay đồi mồi dứa
  - Eretmochelys imbricata hay đồi mồi
  - Natator depressus hay rùa lưng phẳng
  - Caretta caretta hay rùa Quản Đồng
  - Lepidochelys kempii hay vích Kemp. Đây là loài rùa biển hiếm nhất.
  - Lepidochelys olivacea hay vích
- Họ Dermochelyidae
  - Dermochelys coriacea hay rùa da